# Portas Abertas (álbum)
Portas Abertas é o sexto álbum de estúdio do Grupo Logos, lançado em 1987.
A faixa-título, "Portas Abertas", é um dos maiores sucessos do Logos. Em 2015, foi considerado o 18º maior álbum da música cristã brasileira, numa lista compilada por músicos, historiadores e jornalistas dirigida pelo portal Super Gospel. Em 2019, foi eleito o 25º melhor álbum da década de 1980 em lista publicada pelo mesmo veículo.

## Faixas
1. "Portas abertas"
2. "Sonhadores"
3. "Redenção"
4. "Barquinho"
5. "Ruas de Cristal"
6. "Meu Senhor"
7. "Quem vencer"
8. "Hino de Adoração"
9. "Velho"
10. "Se não fosse o Senhor"
11. "Para o Louvor de Deus"